# Горватт, Станислав Александрович
Станислав Александрович Горватт (1866—1930) — польский помещик и общественный деятель Киевской губернии, член I Государственной думы, член Государственного совета по выборам.

## Биография
Римско-католического вероисповедания. Из дворян Киевской губернии. Сын статского советника Александра Александровича Горватта, бывшего губернским предводителем дворянства, и жены его Ядвиги Гечевич. Землевладелец Радомысльского уезда (11253 десятины при местечке Хабно).
Окончил Императорское училище правоведения в 1890 году с чином титулярного советника. Состоял при Министерстве юстиции, затем вышел в отставку и занялся сельским хозяйством в своем имении. Владел четырьмя винокуренными заводами и мельницей. С 1903 года состоял гласным Радомысльского уездного комитета по делам земского хозяйства. Был членом Совета Киевского сельскохозяйственного общества. После провозглашения Октябрьского манифеста вступил в польскую Партию реальной политики. Возглавлял польский избирательный комитет Киевской губернии.
В 1906 году был избран членом I Государственной думы от Киевской губернии. Входил в группу западных окраин. Состоял членом аграрной комиссии и выступал по аграрному вопросу. После роспуска Государственной думы принял участие в виленском съезде делегатов польских избирательных комитетов в декабре 1906 года.
20 сентября 1910 года избран в члены Государственного совета съездом землевладельцев Киевской губернии. Входил в Польское коло. Был членом Русской группы Межпарламентского союза. В 1913 году выбыл из состава Госсовета за окончанием срока полномочий. В годы Первой мировой войны участвовал в работе польских организаций, был одним из руководителей Польской организации помощи офицерам, вернувшимся с фронта.
После Февральской революции, в августе 1917 года участвовал в Польском политическом съезде и Государственном совещании в Москве. В ноябре 1917 стал одним из основателей Польской консервативной партии. В 1918 году переехал в Киев, входил в руководство киевского избирательного комитета по выборам представителей на съезд польских депутатов. С установлением власти гетмана Скоропадского выехал в Варшаву, где был председателем Союза землевладельцев национальных окраин (1918) и членом совета Общества поляков русских земель.
В независимой Польше работал в организациях, которые защищали права помещиков и других переселенцев, потерявших свою недвижимость после установления советской власти на территории бывшего Западного края. Умер в 1930 году в Варшаве.
С 1894 года был женат на Софии Наркевич-Иодко (1867—1944). Их дети: Станислав и Елена (1897—1944).